# Koureïka
Pour les articles homonymes, voir Koureïka (homonymie).
La Koureïka (en russe : Курейка) est une rivière de Russie et un affluent de l'Ienisseï. Elle arrose le krai de Krasnoïarsk, en Sibérie.

## Géographie
La Koureïka est longue de 888 km et draine un bassin de 44 700 km2.
Son débit moyen annuel est de 664 m3/s.
La Koureïka prend sa source dans les monts Poutorana, à 205 km au nord du Cercle polaire. Elle coule d'abord vers le sud-est, puis le vers le nord-ouest et enfin vers le sud-ouest à travers le massif et le plateau de Poutorana. Elle traverse le lac du barrage de Koureïka, puis se jette, un plus loin au sud ouest, dans l'Ienisseï au niveau de la ville de Koureïka (ville).
Son bassin occupe une partie de la région nord du vaste plateau de Sibérie centrale qui s'étend au sud jusqu'aux monts Saïan, aux abords de la Mongolie.

## Hydrométrie - Les débits mensuels à Svetlogorsk
La Koureïka est un cours d'eau fort abondant, même dans le cadre du nord de la Sibérie, région généralement bien arrosée. Son débit a été observé pendant 40 ans (entre 1936 et 1992) à Svetlogorsk, localité située à 98 kilomètres de son embouchure dans l'Ienisseï, à une altitude de 24 mètres.
Le débit inter annuel moyen ou module observé à Svetlogorsk durant cette période était de 625 m3/s pour une surface de drainage de 39 900 km2, soit 89 % de la totalité du bassin versant de la rivière qui en compte 44 700.
La lame d'eau écoulée dans ce bassin versant se monte ainsi à 494 millimètres par an, ce qui doit être considéré comme très élevé dans le contexte de la Sibérie et du bassin de l'Ienisseï, et résulte de l'abondance des précipitations sur les monts Poutorana.
Rivière alimentée en majeure partie par la fonte des neiges, mais aussi par les pluies de l'été et de l'automne arctique, la Koureïka est un cours d'eau de régime nivo-pluvial.
Les hautes eaux se déroulent au printemps, qui a lieu ici en juin, et au début de l'été en juillet, avec un sommet très net en juin correspondant au dégel et à la fonte des neiges. Le bassin bénéficie de précipitations appréciables en toutes saisons. Elles tombent sous forme de pluie en été, ce qui explique que le débit de juillet à septembre soit soutenu. En automne, aux mois d'octobre puis de novembre, le débit de la rivière baisse rapidement, ce qui initie la période des basses eaux. Cette période a lieu de novembre à mai et correspond aux importantes gelées qui s'abattent sur toute la Sibérie.
Le débit moyen mensuel observé en avril (minimum d'étiage) est de 55,3 m3/s, tandis que le débit moyen du mois de mai s'élève à 2 692 m3/s, ce qui témoigne de variations saisonnières d'amplitude très importante. Sur la durée d'observation de 40 ans, le débit mensuel minimal a été de 13,8 m3/s en février 1976, tandis que le débit mensuel maximal s'élevait à 4 770 m3/s en juillet 1968.
En ce qui concerne la période libre de glaces (de juin à septembre inclus), le débit mensuel minimum observé a été de 269 m3/s en septembre 1981, ce qui restait encore fort appréciable.